# Prefectura autónoma tibetana de Yushu
Yushu (en tibetano, ཡུལ་ཤུལ ; wylie, yul shul, lit. 'ruinas'; en chino, 玉树; pinyin, Yùshù) es una prefectura autónoma de la República Popular de China perteneciente a la provincia de Qinghai localizada a una distancia aproximada de 610 km de la capital provincial. Limita al norte y oeste con Haixi Mongol y Tibetana, al sur con la región autónoma del Tíbet y al este con Golog Tibetana. Su área con sus 204 887 km² es la segunda más grande de toda la provincia y su población total para 2020 superó los 425 mil habitantes.
La prefectura es conocida en toda China por estar en ella las cabeceras de tres de los mayores ríos de Asia: el río Mekong, el río Amarillo y el Yangtsé.
Ubicada a 3700 m sobre el nivel del mar, la temperatura media anual de la ciudad es de -1 °C y cae nieve casi todo el año.

## Administración
La prefectura autónoma de Yushu se divide en 6 localidades que se administran en 1 ciudad y 5 condados:
- ciudad Yushu (玉树县);
- condado Zadoi (杂多县);
- condado Chindu (称多县);
- condado Zhidoi (治多县);
- condado Nangqên (囊谦县);
- condado Qumarleb (曲麻莱县);

## Toponimia
Yushu es una palabra tibetana que significa ruinas o reliquias, esta pronunciación se llevó al chino como 玉树 cuya forma al pinyin es Yùshù, esto puede dar confusión porque está formada por los sinogramas Yu (玉 jade) y Shu (树 árbol).
Como las otras regiones autónomas, se caracteriza por estar asociada a un grupo étnico minoritario, en este caso, los tibetananos.

## Economía
Debido a las malas condiciones climáticas, sus cultivos escasos y su gran distancia, la economía de la ciudad es pobre. Lo que obliga a sus habitantes a ser nómadas (70%) y a tener un turismo extremadamente bajo.
Aeropuerto
El aeropuerto de la ciudad es el Yushu Batang (玉树巴塘机场) está localizado a 18 km al sur del centro de la ciudad a 3.890 m sobre el nivel del mar. Se empezó a construir en 2007 y entró en operaciones el 1 de agosto de 2009 con una capacidad para 80 mil pasajeros al año.

## Geografía
La ciudad ocupa gran parte del sudoeste de la provincia. Casi toda la prefectura se encuentra en la parte alta de las cuencas de los tres grandes ríos de Asia, el Amarillo, el Yangtsé y el Mekong. Una parte importante del territorio se incorpora a la reserva natural Sanjiangyuan (三江源), destinada a proteger las nacientes de los tres grandes ríos.

## Clima
Con casi 3 700 m sobre el nivel del mar, el clima de la ciudad es severo con largos y fríos inviernos y veranos cortos y cálidos. Las lluvias se intensifican de junio a septiembre. La temperatura media anual es de sólo 3C.
| Parámetros climáticos promedio de Yushu (1971−2000)            | Parámetros climáticos promedio de Yushu (1971−2000) | Parámetros climáticos promedio de Yushu (1971−2000) | Parámetros climáticos promedio de Yushu (1971−2000) | Parámetros climáticos promedio de Yushu (1971−2000) | Parámetros climáticos promedio de Yushu (1971−2000) | Parámetros climáticos promedio de Yushu (1971−2000) | Parámetros climáticos promedio de Yushu (1971−2000) | Parámetros climáticos promedio de Yushu (1971−2000) | Parámetros climáticos promedio de Yushu (1971−2000) | Parámetros climáticos promedio de Yushu (1971−2000) | Parámetros climáticos promedio de Yushu (1971−2000) | Parámetros climáticos promedio de Yushu (1971−2000) | Parámetros climáticos promedio de Yushu (1971−2000) |
| Mes                                                            | Ene.                                                | Feb.                                                | Mar.                                                | Abr.                                                | May.                                                | Jun.                                                | Jul.                                                | Ago.                                                | Sep.                                                | Oct.                                                | Nov.                                                | Dic.                                                | Anual                                               |
| -------------------------------------------------------------- | --------------------------------------------------- | --------------------------------------------------- | --------------------------------------------------- | --------------------------------------------------- | --------------------------------------------------- | --------------------------------------------------- | --------------------------------------------------- | --------------------------------------------------- | --------------------------------------------------- | --------------------------------------------------- | --------------------------------------------------- | --------------------------------------------------- | --------------------------------------------------- |
| Temp. máx. media (°C)                                          | 1.9                                                 | 4.1                                                 | 8.4                                                 | 12.2                                                | 15.9                                                | 18.4                                                | 20.0                                                | 20.0                                                | 16.9                                                | 12.3                                                | 6.8                                                 | 2.8                                                 | 11.6                                                |
| Temp. mín. media (°C)                                          | −15.1                                               | −11.5                                               | −6.5                                                | −2.9                                                | 1.6                                                 | 5.3                                                 | 6.9                                                 | 5.9                                                 | 3.6                                                 | −1.9                                                | −9.5                                                | −14.4                                               | −3.2                                                |
| Precipitación total (mm)                                       | 3.1                                                 | 5.1                                                 | 8.4                                                 | 16.6                                                | 54.0                                                | 102.2                                               | 102.1                                               | 83.9                                                | 75.4                                                | 29.1                                                | 3.7                                                 | 2.2                                                 | 485.8                                               |
| Días de precipitaciones (≥ 0.1 mm)                             | 3.5                                                 | 4.4                                                 | 7.0                                                 | 10.5                                                | 17.8                                                | 21.8                                                | 20.9                                                | 18.3                                                | 19.4                                                | 12.5                                                | 3.4                                                 | 2.2                                                 | 141.7                                               |
| Horas de sol                                                   | 186.6                                               | 177.6                                               | 213.9                                               | 227.4                                               | 237.4                                               | 210.3                                               | 227.0                                               | 225.2                                               | 188.0                                               | 202.6                                               | 207.0                                               | 193.3                                               | 2496.3                                              |
| Humedad relativa (%)                                           | 44                                                  | 41                                                  | 41                                                  | 48                                                  | 57                                                  | 65                                                  | 68                                                  | 68                                                  | 71                                                  | 64                                                  | 50                                                  | 45                                                  | 55.2                                                |
| Fuente: China Meteorological Administration 2 de julio de 2010 |                                                     |                                                     |                                                     |                                                     |                                                     |                                                     |                                                     |                                                     |                                                     |                                                     |                                                     |                                                     |                                                     |